# Jean-Adolphe Michel
Jean-Adolphe Michel, nom francisé de Johann-Adolf Michel né le 15 janvier 1878 à Romanshorn et mort à Nice en 1967 est un diplomate, photographe et collectionneur d'art suisse.
En Abyssinie, conseiller d'État de Ménélik II, il est notamment à l'origine de la création du réseau de Poste et Télégraphe, et l'auteur de photographies ethnographiques,.

## Biographie
Johann-Adolf Michel est né le 15 janvier 1878, à Romanshorn, district d'Arbon, canton de Thurgovie. Il suit les cours du collège Pestalozzi à Yverdon, puis  termine sa formation à Berne.
En 1901, alors qu'il travaille depuis 1894 dans l’administration des télégraphes helvétiques, Albert Gattiker, président de la commune de Zürich, chargé par son gendre Alfred Ilg de recruter un télégraphiste, l’engage pour l'Abyssinie.
En 1904, il est directeur des Postes abyssines ; il réalise de nombreuses photographies ethnographiques de ce pays dont il se sert pour illustrer les timbres qu'il édite, lesquels sont aujourd'hui recherchés par les philatélistes,.
Puis il devient ensuite conseiller d'État de Ménélik II.
En 1935, à la suite de l'invasion de l'Abyssinie par les troupes de Mussolini, il est contraint de revenir en Europe. Il réside à Nice et il collectionne les œuvres d'art en s'associant avec Oskar Reinhart.  
Les photographies ethnographiques de Johann Adolf Michel constituent une précieuse source documentaire sur l'Abyssinie d'autrefois, ses coutumes et ses figures historiques.